# Tunnel (musikalbum)
Tunnel är Bucketheads tredje album som namnet Death Cube K (ett anagram för Buckethead) och det första som inte Bill Laswell är med i. Istället är det ett av de första samarbetena mellan Buckethead och keyboardisten Travis Dickerson. Albumet släpptes 10 juli 1999  genom TDRS Music.

## Låtlista
1. "Thanatopsis"   8:03
2. "Tunnel"   3:11
3. "Leech"   2:25
4. "Post Mortem"   3:32
5. "Hemloc"   3:28
6. "Scalding Tank"   2:13
7. "Loss Leper"   9:48
8. "Mange"   3:26
9. "Draw + 1/4"   8:01
10. "Gap"   3:20
11. "Depth of the Four Horrors"   1:20

## Lista över medverkande
- Death Cube K (aka Buckethead) - gitarr, bas, ambient ljud
- Travis Dickerson - piano och Mini Moog
- Producerad av Travis Dickerson och Buckethead
- Inspelad vid Travis Dickerson inspelningsstudior, Chatsworth, Kalifornien